# Graue Maus
Als graue Maus wird ein unauffälliger Mensch meist weiblichen Geschlechts bezeichnet. Weiteres Merkmal ist die Bescheidenheit, die allerdings auch vorgeschützt sein kann. Eine unauffällige – eben als grau empfundene – Kleidung verstärkt dieses Bild der betreffenden Person oft zusätzlich.
Im Wörterbuch der Mikropolitik heißt es dazu: „Auch kulturelle Faktoren beeinflussen den Stil der Selbstdarstellung: In einem Land, in dem Bescheidenheit und Kollektivismus normativ sind, wie z. B. Japan, wird assertive Selbstdarstellung seltener sein als in einer Kultur, in der v. a. individuelle Leistung zählt (z. B. USA).“ Jeder Stil sei mit Chancen und Risiken verbunden: eine „graue Maus“ (Tarnkappen-Effekt) bleibe zwar unauffällig und meist ungefährdet, könne aber auch nicht positiv hervortreten.

## Fußball
Im Fußball wird ein Verein als Graue Maus bezeichnet, der oft im Tabellenmittelfeld landet und sich gleichzeitig nicht durch einen attraktiven Spielstil, besondere Spieler oder eine große Fangemeinde auszeichnet. Beispielhaft dafür stand der VfL Bochum, der zwischen 1971 und 1993 zwar ununterbrochen in der Bundesliga spielte, aber meistens in der unteren Tabellenhälfte landete und gegen den Abstieg kämpfte.